# John Rabe
John Rabe (teljes nevén: John Heinrich Detlef Rabe) (Hamburg, 1882. november 23. – Berlin, 1950. január 5.) Kínában élő német üzletember, a japán megszállás idején Nankingban működő biztonsági zóna vezetője volt. Rabe, aki tagja volt a Nemzetiszocialista Német Munkáspártnak, több százezer ember életét mentette meg a nankingi mészárlás idején. Sok kínai számára ő volt Nanking élő Buddhája.

## Élete a háború előtt
John Rabe Hamburgban született 1882. november 23-án, apja tengerészkapitány volt. Először szülővárosában helyezkedett el kereskedősegédként, majd Afrikába ment dolgozni. 1908-ban Kínába utazott, és 1910-től a Siemens társaság pekingi irodájában dolgozott. 1931 novemberében Nankingba, a Kínai Köztársaság fővárosába helyezték át, és ő vette át a cég kínai képviseletének irányítását. Telefonokat, turbinákat, elektromos berendezéseket adott el a Kuomintang-kormánynak. 1933-ban csatlakozott a náci párthoz, és ő lett a nankingi pártszervezet vezetője. A városban a német közösség egyik oszlopává vált, és önálló iskolát működtetett.

## Nanking megszállása

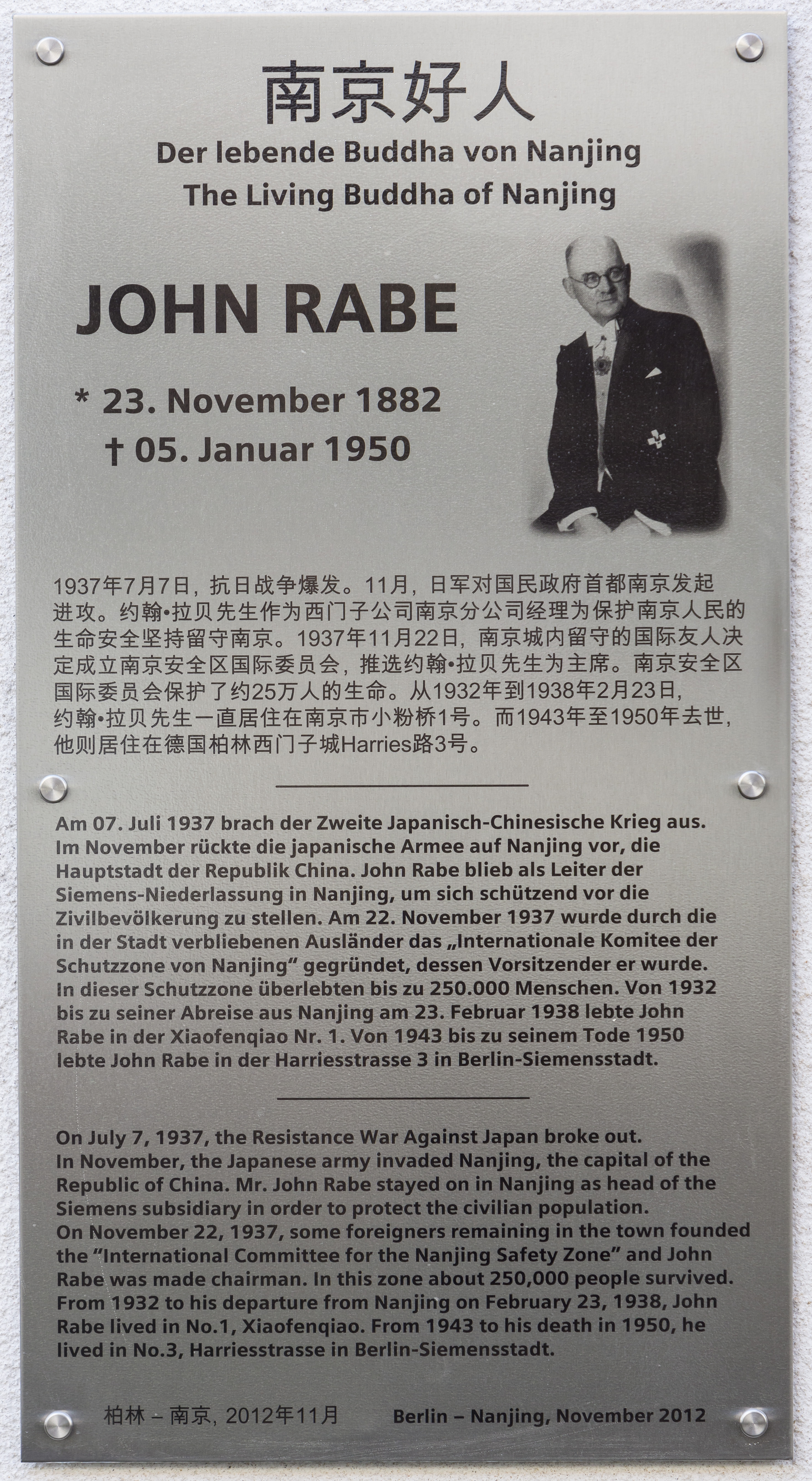
John Rabe emléktáblája

1937-ben kitört a második kínai–japán háború. A császári csapatok a nagyvárosok közül először Sanghajt foglalták el, majd december 13-án elesett Nanking. A város külföldi lakosai még az ostrom megkezdése előtt kialakították az úgynevezett biztonsági zónát. Ezen a hét négyzetkilométeres területén álltak a nagykövetségek, a külföldiek ingatlanai, valamint számos kormányzati és felsőoktatási intézmény. Itt szállásolták el a városba özönlő kínai menekülteket, majd a japánok elől menekülő helyieket.
A Siemens az ostrom előtt Nanking elhagyására utasította Rabét, és a japán nagykövetség munkatársai is a távozást javasolták neki, de ő csak a családját küldte el a városból. November 22-én megválasztották a 15 tagú, a zónát irányító nemzetközi bizottság vezetőjének. Rabe a saját ingatlanát is megnyitotta a kínaik előtt, mintegy 650 menekültet szállásolt el. December 1-jén a város polgármestere és munkatársai elhagyták Nankingot, és a város irányítását, adminisztrációs feladatainak ellátást a bizottságra bízták.
Rabe és a bizottság tagjai arra kérték a városba betörő japán csapatok vezetőit, hogy tartsák tiszteletben a zóna határait, és kíméljék meg az ott összezsúfolódott, fegyvertelen emberek életét. A zónában nagyjából 250 ezren kerestek menedéket.

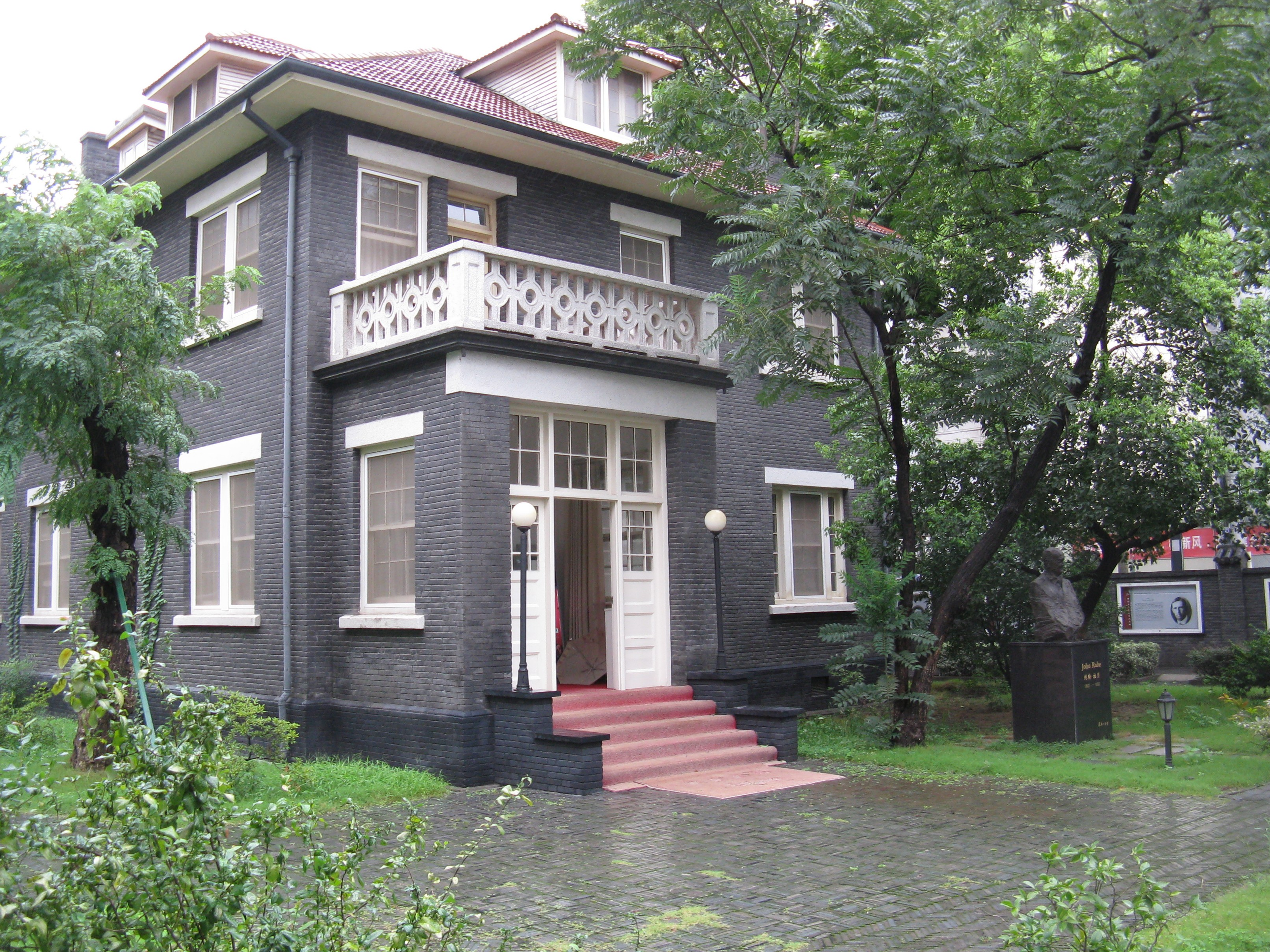
Rabe háza Nankingban

A japánok razziákat tartottak a biztonsági zónában, és az ott bujkáló nagyjából ezer kínai katonát keresték. Közülük 400-500-at elfogtak, majd meggyilkoltak. Számos alkalommal nőket raboltak el, hogy prostitúcióra kényszerítsék, vagy helyben megerőszakolják őket. A bizottság petíciókban, levelekben kérte a japánokat, hogy hagyjanak fel akcióikkal, Rabe november 25-én még Adolf Hitlernek is táviratozott, hogy járjon közbe a biztonsági zóna érdekében. A német férfi folyamatosan dokumentálta a városban folyó gyilkosságsorozatot. Több alkalommal csak náci párttagságának köszönhette, hogy sikerült életben maradnia, illetve segítenie a kínaiakon.
John Rabe 1938. február 28-án Sanghajba, majd Németországba utazott, ahol arra törekedett, hogy felhívja a kormány és az emberek figyelmét a Nankingban látott borzalmakra. Berlinben fotókat, jelentéseket, amatőr filmeket mutatott be a mészárlásról. Ismét levelet írt Hitlernek, amelyben arra kérte, vesse latba személyes befolyását a japánoknál az atrocitások befejezése érdekében. Rabét letartóztatták, és három napon át kihallgatta a Gestapo. A Siemens közbenjárására szabadon bocsátották, de eltiltották a Nankingban történtek terjesztésétől. A dokumentumait, filmjeit mindazonáltal megtarthatta. Rabe folytatta a munkát a Siemensnél, amely a német titkosrendőrségtől biztonságos távolba, Afganisztánba helyezte.

## A háború után
A második világháború után Rabét, náci múltja miatt, először a szovjet, majd a brit csapatok vették őrizetbe, de a vizsgálatok során nem találtak semmiféle terhelő adatot rá nézve. Szegénységben élt, amit csak a Kínából rendszeresen érkező élelmiszercsomagok enyhítettek. 1949-től, a kommunista hatalomátvételtől már csomagok sem érkeztek. John Rabe 1950-ben, agyvérzésben hunyt el.

## Rabe és a nácizmus
A háború után Rabe ismerősei azt mondták, hogy soha nem hallottak tőle a nácikra jellemző kirohanásokat, mindössze a nankingi német iskola működtetésére kapott rendszeres támogatás mutatta, hogy kapcsolatban áll a német kormánnyal. Unokája, Ursula Reinhardt évtizedekkel a háború után azt mondta nagyapjáról, hogy Rabe elsősorban szocialista szervezetnek tekintette a náci pártot, egyáltalán nem támogatta a zsidók és más etnikumok üldözését. Alátámasztja ezt az is, hogy Rabe többször is arról beszélt: a nácik a „munka katonái”, a „munkások kormányzata”, a „munkások barátja”.

## Emlékezete
- A nankingi egyetem John Rabe egykori házát felújíttatta, és emlékhelynek rendezte be. A munkálatokat John Rabe volt munkaadója, a Siemens támogatta. Az épületet 2006-ban adták át[2]
- 2000-ben az amerikai Vintage Book kiadta angolul az embermentő üzletember naplóját The Good Man of Nanking – The Diaries of John Rabe címmel.[3] A német kiadás címe: John Rabe – Der gute Deutsche von Nanking[4]
- 2009-ben mutatták be a kínai Schindlernek is nevezett férfi életéről készült, John Rabe című német filmet, amelyet Florian Gallenberger rendezett. Rabét  Ulrich Tukur alakítja a filmben[5]